# Villa Santo Stefano
Villa Santo Stefano é uma comuna italiana da região do Lácio, província de Frosinone, com cerca de 1.763 habitantes. Estende-se por uma área de 20 km², tendo uma densidade populacional de 88 hab/km². Faz fronteira com Amaseno, Castro dei Volsci, Ceccano, Giuliano di Roma, Prossedi (LT).

## Demografia
| Variação demográfica do município entre 1861 e 2011                               |
|                                                                                   |
| Fonte: Istituto Nazionale di Statistica (ISTAT) - Elaboração gráfica da Wikipedia |